# Kämpingebacken 13
Kämpingebacken 13 är adressen för en museilägenhet som hyrs av Stadsmuseet i Stockholm. Lägenhetens interiör bevarar ett tidstypiskt utseende från byggtiden 1969 och är därmed en representant för miljonprogrammets bostadsproduktion i Tensta, Stockholms kommun.

## Kvarteret
I Tensta togs det första spadtaget den 2 november 1966. Stadsplanen för kvarteret Neglinge utformades av arkitekt Igor Dergalin och fastställdes 1965. Husen uppfördes mellan 1968 och 1970. Kvarteret består av tre parallella loftgångshus i sex våningar med suterrängplan samt två tvåvåningshus som tillsammans bildar två avgränsade gårdar med lekplatser. Gårdarna mellan husen är underbyggda med garage och utrustade med hissar som går direkt upp i husen. 
Byggherre var Svenska Bostäder och deras eget arkitektkontor stod för ritningarna som är daterade 15 mars 1967 och undertecknade ”Gunnar Andersson arkitekt SAR”. Husen uppfördes i en kombination av platsgjuten betong, prefabricerade betongelement och utfackningsväggar i murade lättbetongblock. Entreprenör var Skånska Cementgjuteriet (dagens Skanska). Kvarteret renoverades år 2006.
Husen i kvarteret Neglinge har planerings- och stadsbyggnadshistoriska värden. De är grönklassade av Stadsmuseet vilket betyder bebyggelse som är särskilt värdefull från historisk, kulturhistorisk, miljömässig eller konstnärlig synpunkt. Området är ett bra exempel på det storskaliga byggandet som tillämpades under miljonprogrammet på Järvafältet. Det representerar ett av de likartade loftgångshusområdena i Tensta-Hjulsta, vilka alla har haft Gunnar Andersson vid Svenska Bostäder som arkitekt.

## Kämpingebacken 13

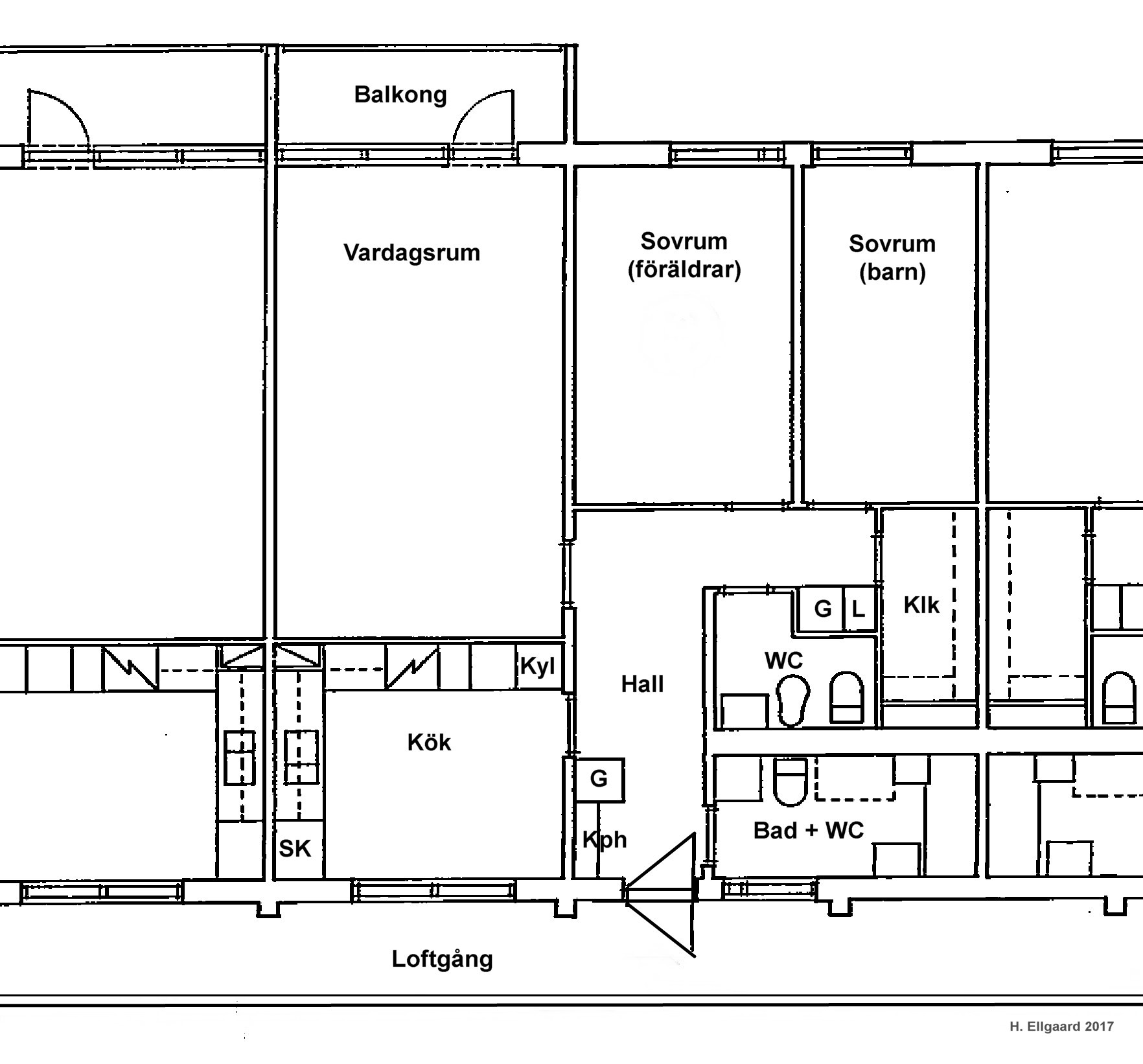
Kämpingebackens lägenheter om 3 rok.

Stadsmuseets museilägenhet ligger på andra våningen i den mellersta lofthuslängan. Det rör sig om en lägenhet om tre rum och kök med separat bad med WC samt ytterligare ett WC med bidé. Bostadsytan är 85 m². I loftgångshusen återfinns huvudsakligen treor som är parvis spegelvända mot kökens och badrummens rörstammar. 
Lägenheten är väl planerad, exempelvis nås samtliga rum från en "neutral" hall. I änden av hallen anordnades en stor klädkammare. Vardagsrummet fick tillgång till balkong. Köket har plats för ett matbord vid fönstret och utrustades med fast inredning enligt Svensk köksstandard. Snickerierna tillverkades på fabrik av Marbodal. I köket fanns kylskåp men ingen frys. Golvmaterialet i lägenheten bestod av vinylplattor (hall och kök), linoleummatta (sovrum), plastmatta (WC och badrum) och ekstavsparkett i vardagsrummet.
I januari 1969 flyttade de första familjerna in på Kämpingebacken 13. Då var kvarteret fortfarande en stor byggarbetsplats. Två våningar var klara, resten av huset var inklätt i presenningar och utanför fick man gå i lervälling. Till våren 1969 var husen färdigbyggda men omgivningen var långt ifrån klart. Tensta centrum öppnade först 1970 och tunnelbanans station "Tensta" togs i bruk den 31 augusti 1975.
En av familjerna som kom hit i januari 1969 var familjen Artursson med sina tre barn. De hade tidigare bott i Jönköping och lockades till Stockholm av tillgång till arbete och låga hyror. Det är deras bostad som är dagens museilägenhet. Artursson stannade på Kämpingebacken 13 fram till 1978 för att flytta till ett radhus i Kista. Under Arturssons tid och senare hyresgäster förändrades lägenhetens ytskikt och målning.
I samband med att Svenska Bostäder lät renovera husen vid Kämpingebacken fick Stockholms stadsmuseum överta en av lägenheterna. Vintern 2005 till 2006 renoverades museilägenheten till sitt ursprungsskick med undantag av badrummet som ingick i Svenska Bostäders renoveringsprogram. I augusti 2006 öppnades lägenheten för allmänheten.

## Bilder

Huset
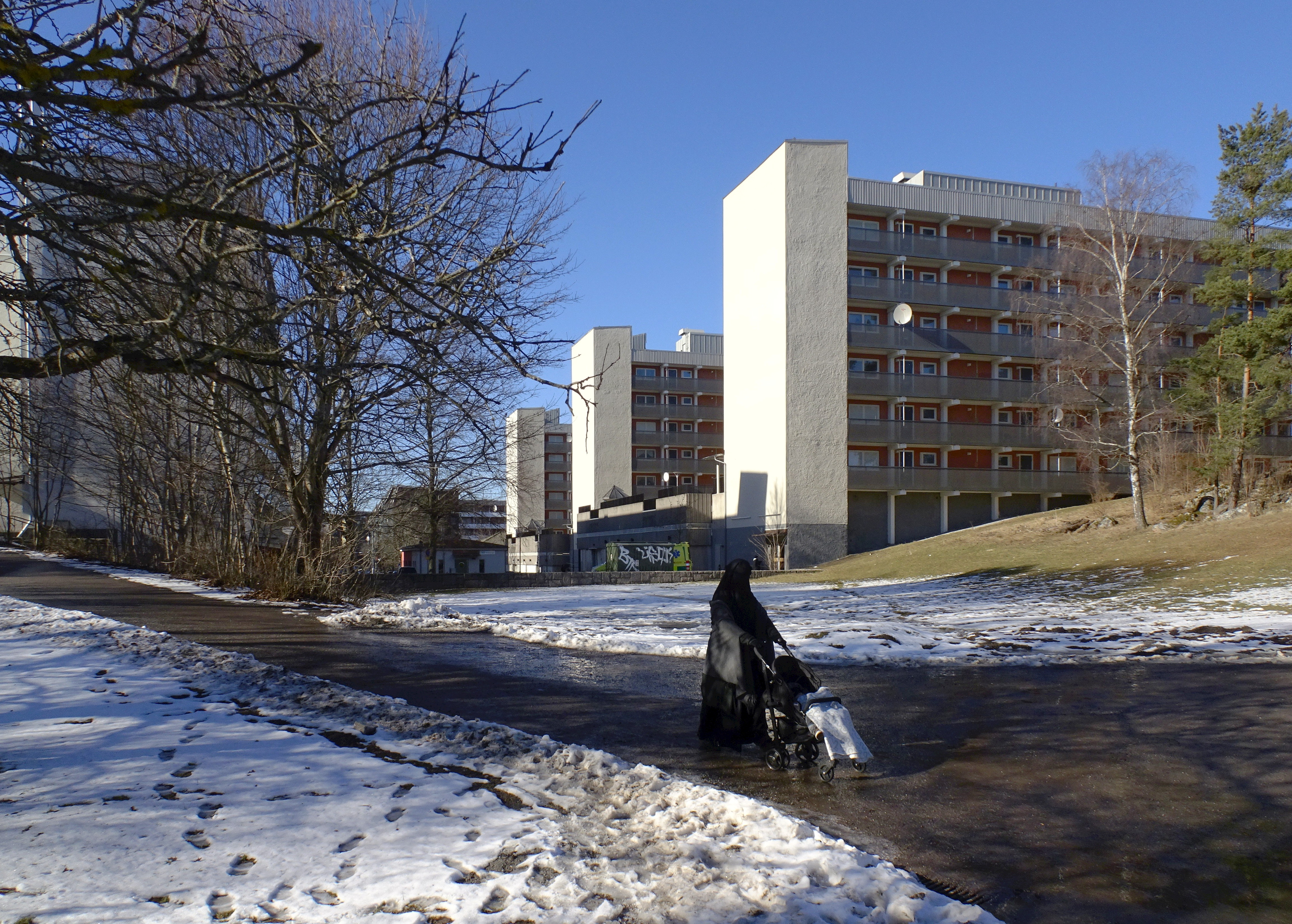
Kvarteret Neglinge från öster.
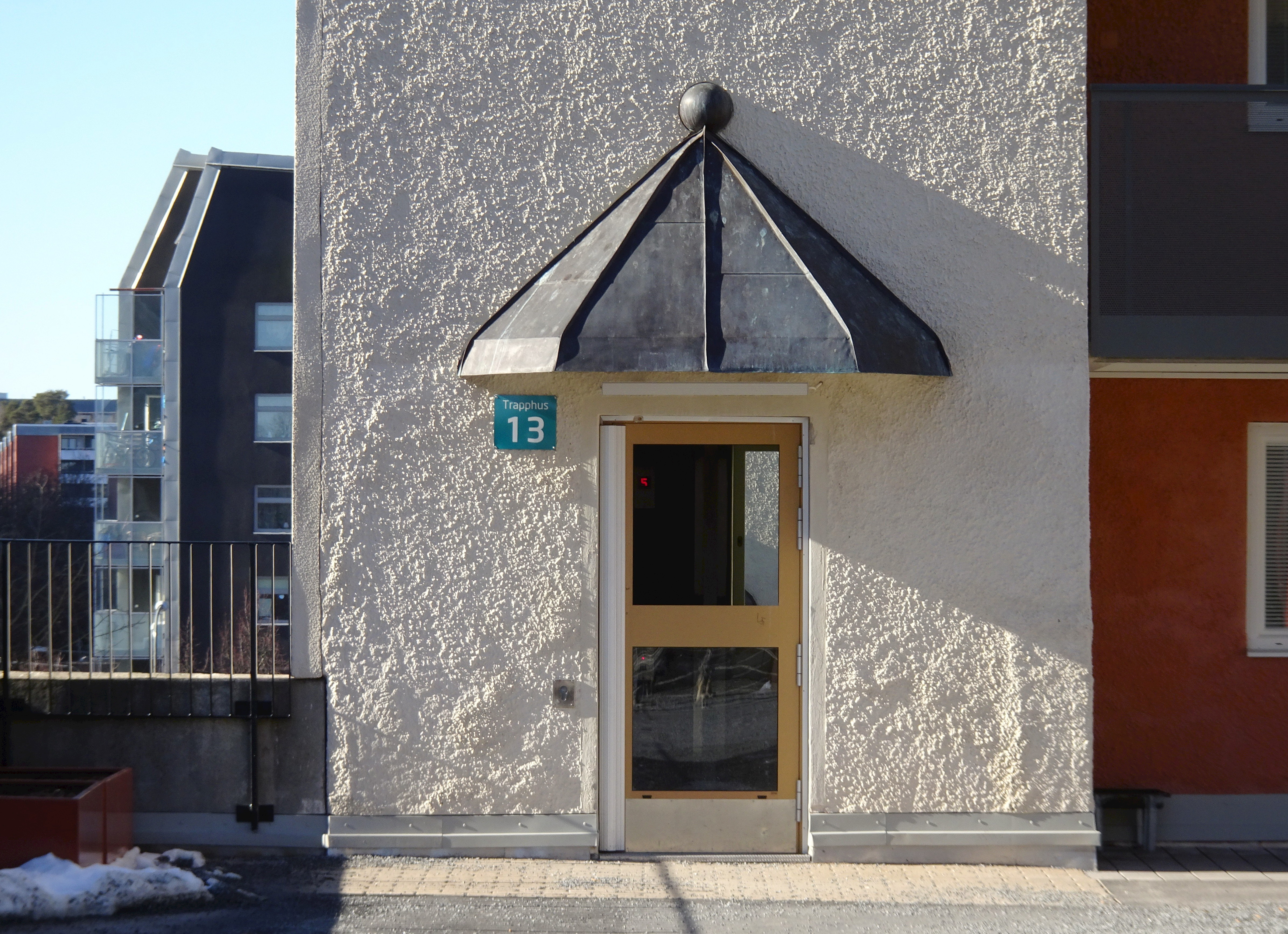
Port från gården.
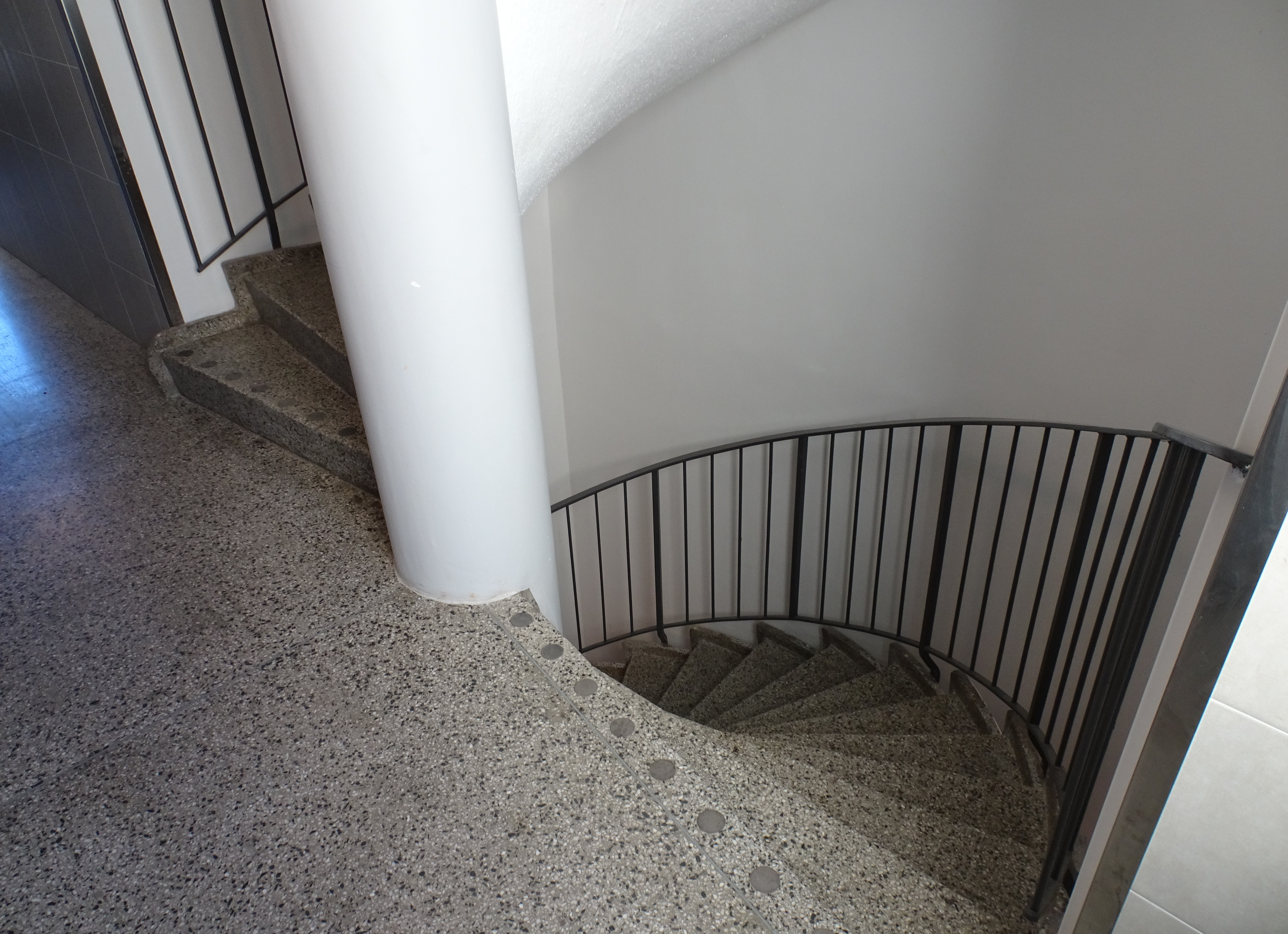
Trapphus.
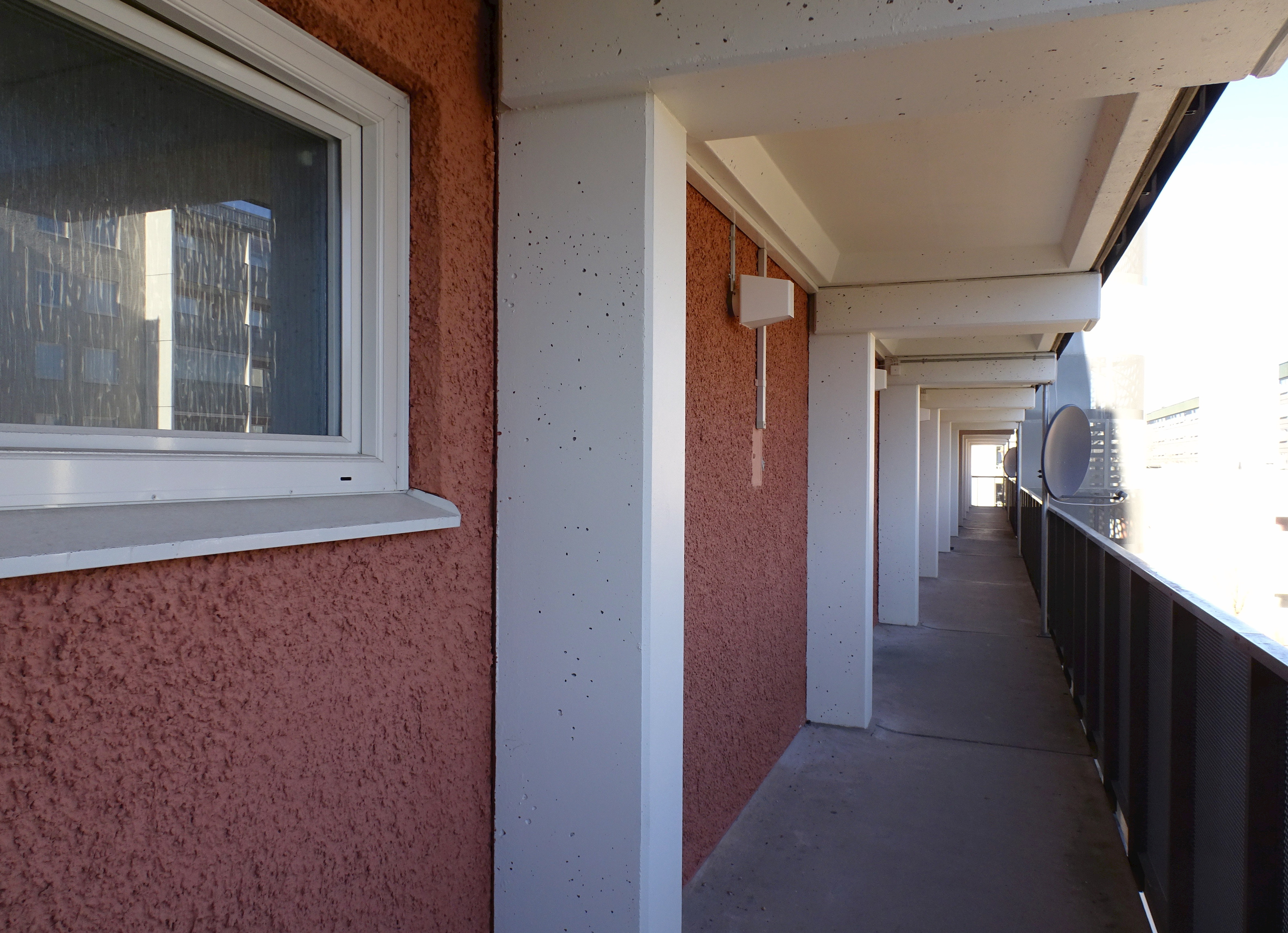
Loftgången.

Lägenheten
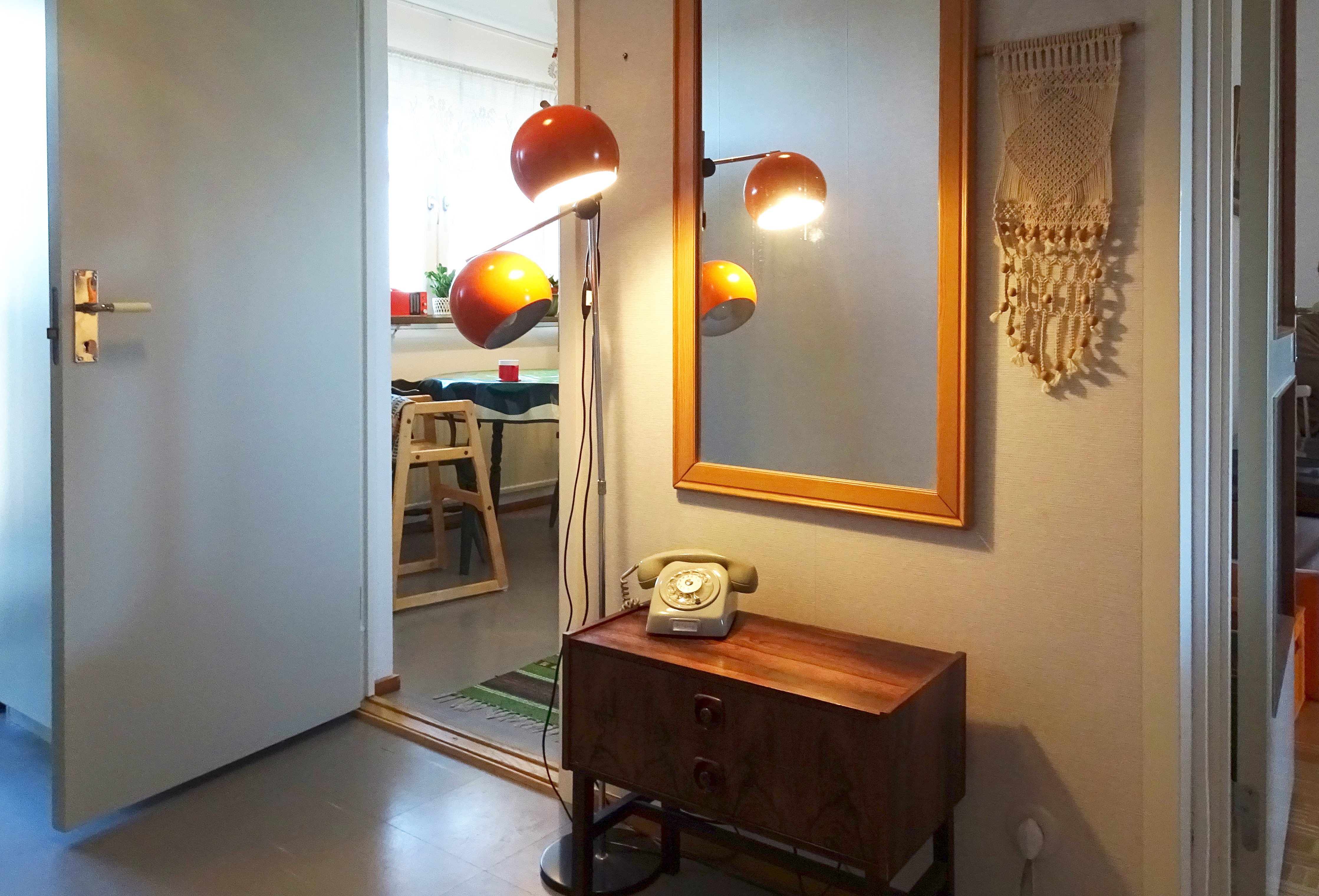
Hall.
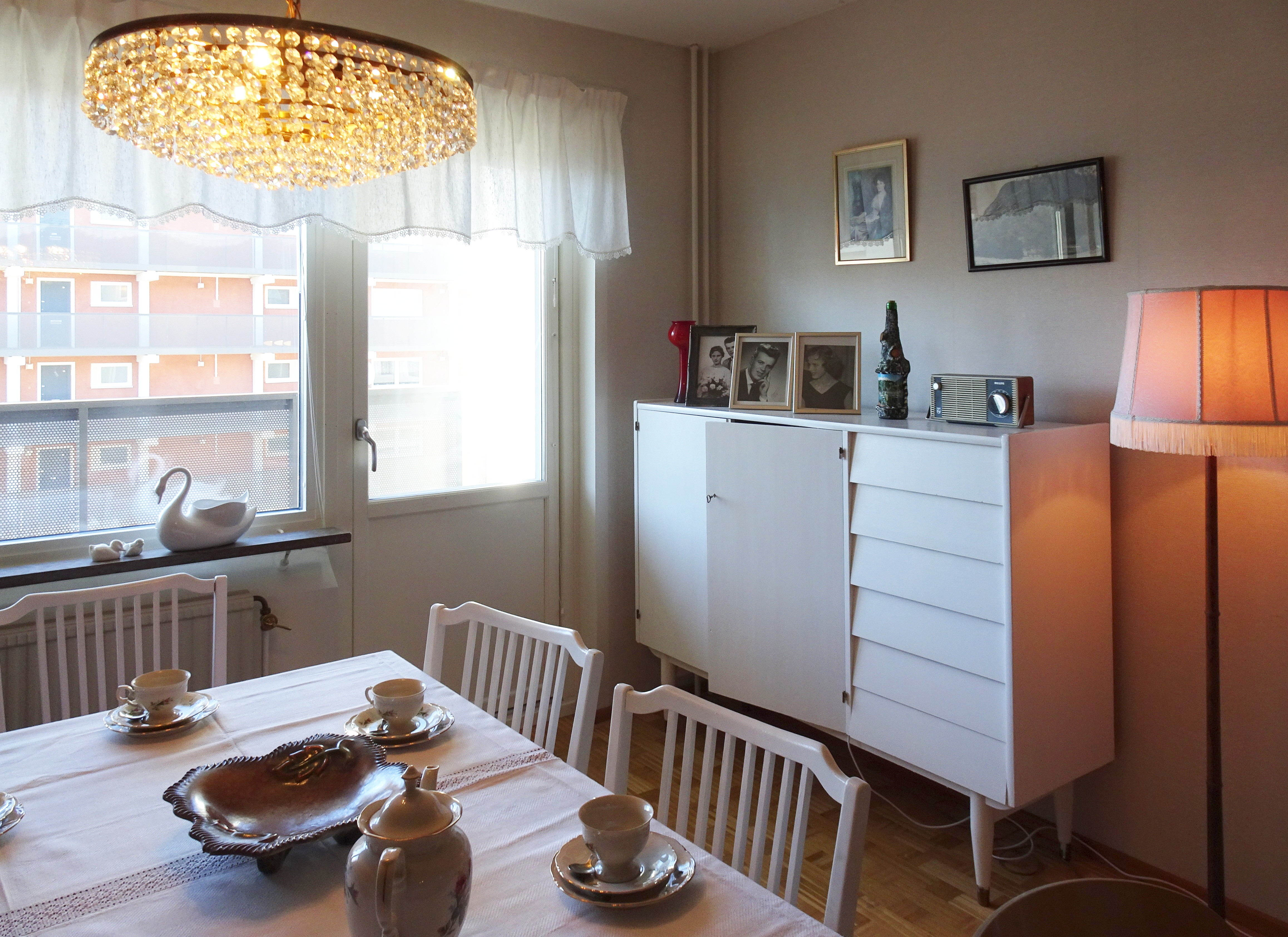
Vardagsrum.
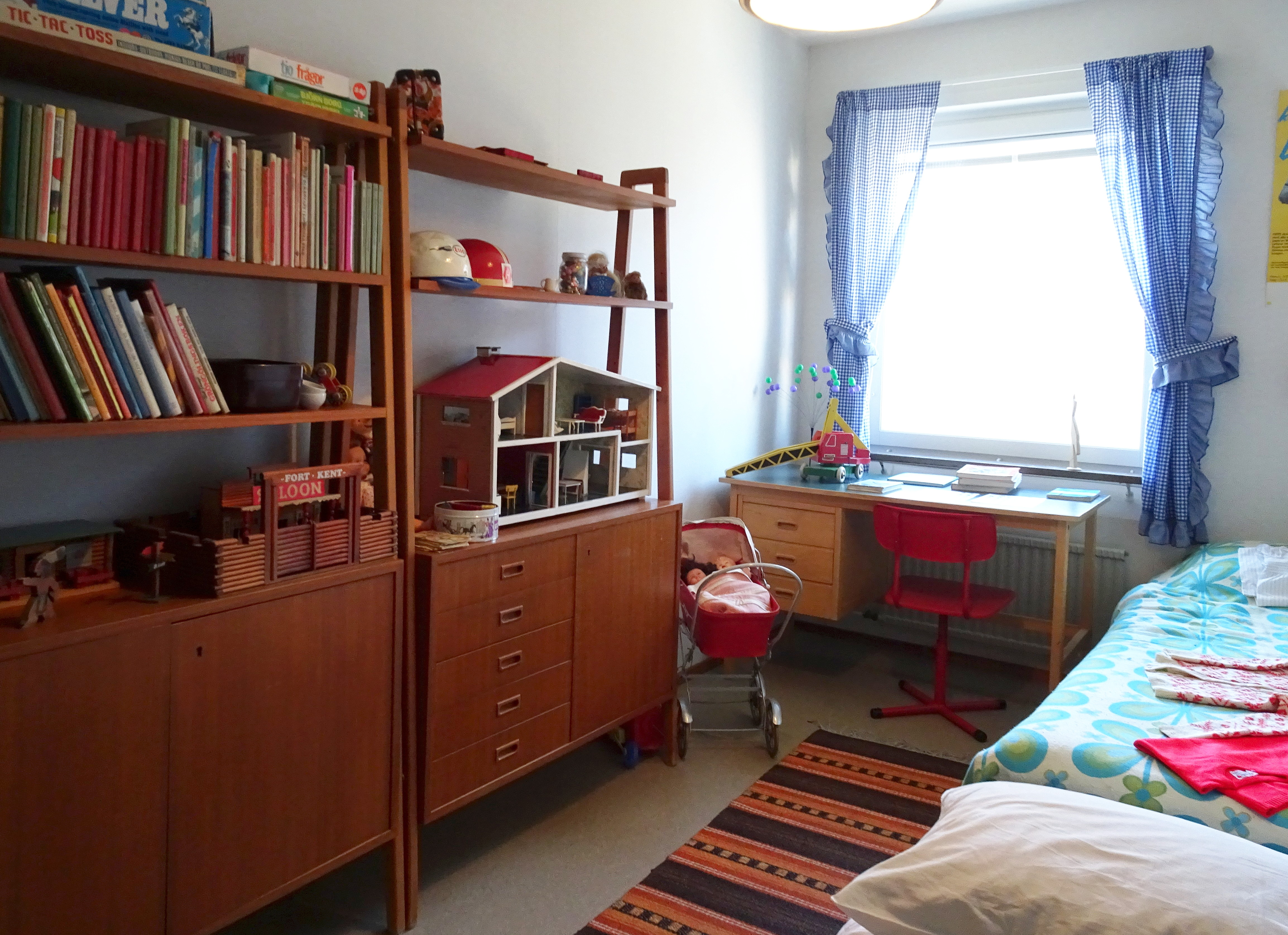
Barnens sovrum.
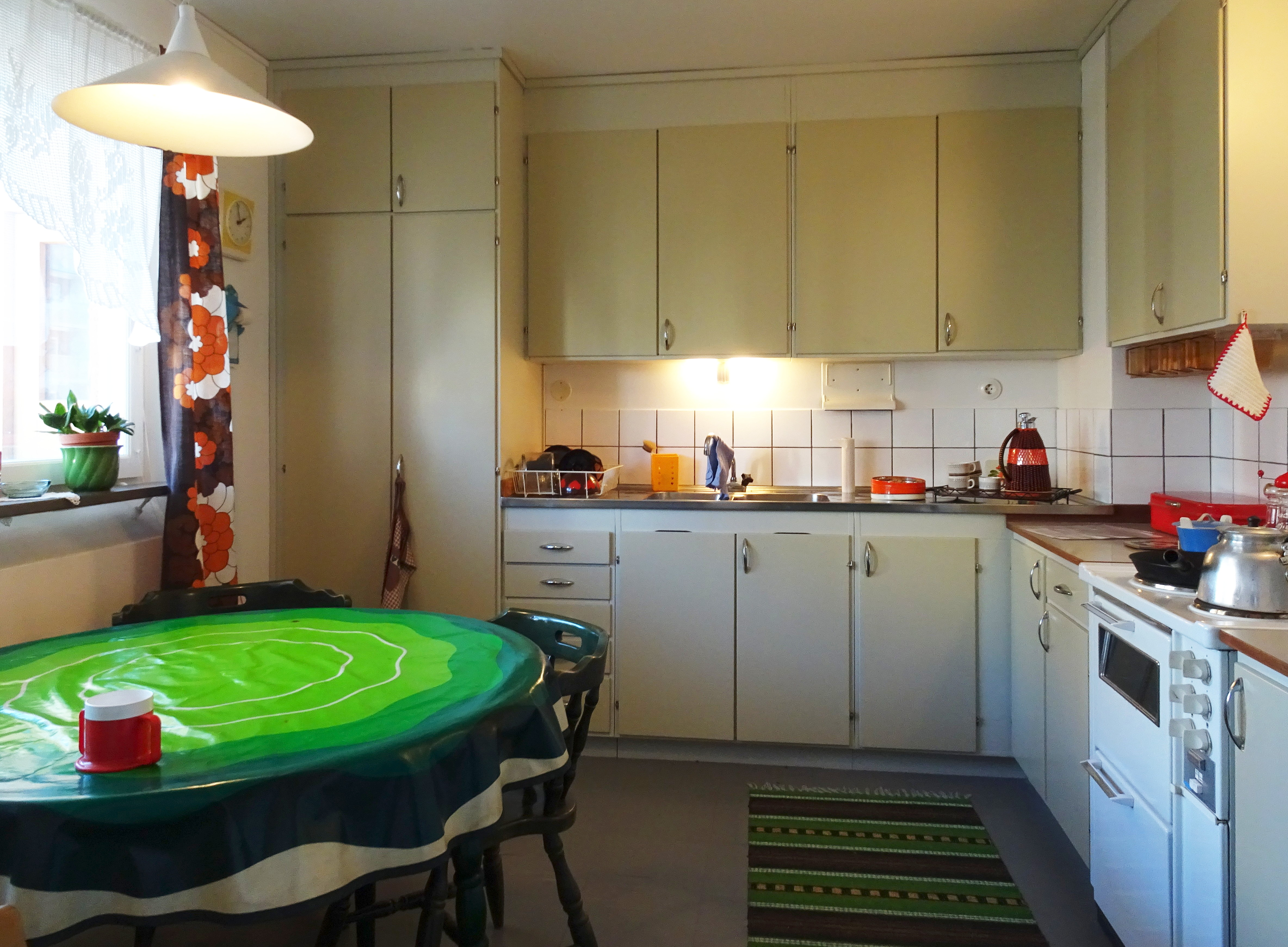
Köket.